# Peter Olsson i Vallby

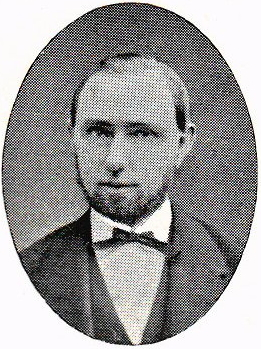

Peter Olsson (i riksdagen kallad Olsson i Vallby), född 5 januari 1830 i Ramdala församling, Blekinge län, död där 3 november 1914, var en svensk lantbrukare, nämndeman och politiker.
Olsson var ledamot av riksdagens andra kammare 1871 (urtima)–1872, invald i Östra härads domsagas valkrets i Blekinge län. Han tillhörde Lantmannapartiet.